# Божидар Јовановић
Божидар Јовановић (Никшић, 16. децембар 1919 — Београд, 10. јул 1998), учесник Народноослободилачке борбе, генерал-потпуковник ЈНА и народни херој Југославије.

## Биографија
Родио се у Никшићу, 16. децембра 1919. године. Основну школу је завршио у Србији у Бајмоку, а седми и осми разред гимназије у Суботици. Уписао се на Правни факултет у Суботици 1939. године, а 1940. је привремено радио у Пригревици на откупу шећерне репе. Од октобра 1940. године до капитулације служио је војни рок у Школи резервних официра.
За раднички покрет се определио још као гимназијалац и ширио је радничке идеје у свим местима где је живео. После капитулације и доласка у Никшић радио је на организацији устанка. Радио је од јула до децембра 1941. године као заменик илегалне чете у Никшићу. Због његове активности претило му је хапшење, па је уз сагласност Партије прешао на слободну територију у Никшићки партизански одред и ту обављао дужност заменика командира Никшићке варошке чете. У јануару је двадесет дана био заменик командира чете у Црногорском батаљону који се борио у Херцеговини. Вратио се у Никшићку варошку чету и ту остао све до марта 1942. године када је формиран Први ударни батаљон Никшићког партизанског одреда. На слободној територији постао је члан КПЈ 2. фебруара 1942. године. Од марта до јуна 1942. године био је на дужности заменика и комесара чете и заменика командира и командир чете у Првом ударном батаљону. Тешко је рањен 8. јуна 1942. године. Као рањеник налазио се у болници Горанско и у селу Врбици у Источној Босни.
За време Четврте и Пете непријатељске офанзиве учествовао је у борбама за Прозор, Острожац, Коњиц, Невесиње, Гацко, око Никшића, око Шавника, на Дурмитору и пробоју на Сутјесци. Када је постао командант Прве бокељске бригаде учествовао је у борбама око Грахова, Херцег Новог и у ослобођењу Црногорског приморја. У завршним борбама бригада је дала велики допринос у ослобођењу Црне Горе и чишћењу терена од балиста на Косову и Метохији.
Након рата обављао је неколико важних и одговорних дужности у Југословенској народној армији (ЈНА). Био је војни изасланик у Француској, Турској и Израелу, начелник штаба дивизије и командант дивизије, начелник одељења у команди Армије, начелник штаба војног подручја и корпуса, наставник и руководилац на Вишој војној академији и Ратној школи ЈНА и начелник Кабинета савезног секретара за НО. Пензионисан је 1977. године у чину генерал-потпуковника ЈНА.
Умро је 10. јула 1998. године у Београду и сахрањен је у Алеји народних хероја на Новом гробљу.
Носилац је Партизанске споменице 1941. и других југословенских одликовања. Указом председника ФНР Југославије Јосипа Броза Тита, 27. новембра 1953. године, проглашен је за народног хероја.